# Canale Wega
Koordinaten: 65° 15′ S, 144° 0′ O
Der Canale Wega ist ein etwa 30 km langer und 100 km breiter Tiefseegraben in der ostantarktischen D’Urville-See. Er liegt in nord-südlicher Ausrichtung zwischen dem Jussieu- und dem Buffon-Canyon vor der Georg-V.-Küste in Ostantarktika.
Italienische Wissenschaftler benannten ihn 2007. Namensgeber ist das Akronym des italienisch-australischen Forschungsprojekts WilkEs basin GlAcial history zur Untersuchung der Vergletscherungsgeschichte des Wilkes-Subglazialbeckens, im Zuge dessen der Tiefseegraben im Jahr 2000 entdeckt wurde.